# PETA

PETA(페타, People for the Ethical Treatment of Animals)은 동물 권리를 위한 미국의 국제 단체이다. 공식적인 한국어 명칭은 없지만 ‘동물을 윤리적으로 대우하는 사람들’ · ‘동물을 인도적으로 사랑하는 사람들’ 등으로 번역된다.

## 개요
전 세계 2백만명의 회원이 있는 국제적인 동물권익단체이다. 1980년에 설립되었으며 미국 버지니아의 노퍽에 본부를 두고 있다. 동물권익을 위한 비영리 단체로써 187명의 직원이 있으며 모든 재정수입은 전적으로 회원들의 기부금으로 이루어진다. 전 세계 캐나다, 프랑스, 독일, 인도, 이탈리아, 네덜란드, 스페인, 남아메리카, 홍콩에 그 지부를 두고 있다. 설립자인 잉그리드 뉴커크가 PETA의 대표이다.
PETA는 크게 "동물은 먹기 위한, 입기 위한, 실험하기 위한, 오락을 위한 수단이 아니다"라는 것을 바탕에 두고 모든 동물의 권익을 위한 활동을 전개해 간다. 이러한 바탕 하에서 PETA는 공장식 축산, 모피 농장, 동물 실험 그리고 동물들이 오락을 위한 수단으로 쓰이는 것을 반대하며 이 네 가지 이슈에 중점을 둔다.
이 단체는 전 세계적으로 캠페인의 방식, 안락사에 대한 논란으로 비판 받기도 한다.
아직 한국에는 지부가 없으며 홍콩에 있는 아시아 태평양 지부()에서 한국을 포함해 아시아 전체와 호주 지역을 통틀어서 관할하고 있다. 한국에는 캠페이너들의 투어로 채식 홍보, 모피 반대 시위가 있으며 최근에는 지난 2007년 5월의 덕수궁 앞의 채식주의 홍보와 부산 KFC 앞에서의 보이콧 시위가 있었다. [http://www.cbs.co.kr/Nocut/Show.asp?IDX=536557%5B깨진+링크(과거+내용+찾기)%5D]

## 게임
플래시 게임들을 제작하기도 했다. 일부는 닌텐도 게임 패러디이며, 맥도날드나 KFC 등의 패스트푸드 가게를 비난하는 게임을 제작한다.
슈퍼마리오 패러디
- Super Chick Sisters:병아리 너겟과 치켓 자매를 조종해 샌더스 대령에게 납치당한 앤더슨 공주를 구출하는 게임이다. 현재 서비스가 종료된 야후 꾸러기와 쥬니어네이버 게임랜드에도 이 게임이 있었다. 스토리에는 마리오 일행이 요시의 학대를 멈추라는 PETA의 활동가들에게 구타를 당하는 장면도 있다. 엔딩의 코드를 입력하면 앤더슨 공주로도 게임 시작할 수 있다. 그리고 유혈, 공포, 폭력 묘사가 많다. 시작 화면의 좌측 하단에 있는 주소로 접속하면 KFC를 비난하는 혐오스러운 사이트로 이동된다.

- New Super Chick Sisters:위 게임의 후속작으로 전작에 비해 시작할 때 언어를 선택할 수 있으며(한국어는 없다.) 이번에는 로날드 맥도날드에게 납치된 앤더슨 공주를 다시 구하는 내용의 게임이다. 맵 요소는 전작보다 더 신박하며, 도축 영상이 나오는 것과 달리 의외로 전작보다도 유혈, 폭력, 공포 묘사가 적다. 전편처럼 대한민국 플래시 게임 사이트에도 있었다. 전작과 마찬가지로 시작 화면의 좌측 하단에 있는 주소로 접속하면 맥도날드를 비난하는 혐오스러운 사이트로 이동된다.

- Mario Kills Tanooki:마리오 시리즈를 조롱하는 게임.

포켓몬스터 패러디
- PETA's Pokémon black and blue:포켓몬스터 블랙·화이트 패러디로, 원작과는 제목이 다르다.

- Parody Game: Pokémon vs Mcdonald's:PETA's Pokémon black and blue의 후속작이다. 맥도날드를 포켓몬을 이용해 범죄적인 돈벌이를 하는 조직으로 비유하여서 상대하는 내용의 게임이다.

쿠킹 마마 패러디
- Cooking mama: Mama kills animals:칠면조를 잔인하게 요리하는 게임이다. 메인 화면의 주인공 마마가 너무 섬뜩한 표정으로 나온다.

슈퍼 미트 보이 패러디
- Super Tofu Boy

열혈 시리즈 패러디
- Cage fight

기타 게임
- Elephants Never Forget Game:서커스의 코끼리 대우를 풍자하는 게임이다.

- Meat Is Murder

- J.Lo: Monster in fur game:동물들이 제니퍼 로페즈의 모피옷이 되지 않도록 구출하는 게임이다.

- Seal Salmon:물개가 되어 사냥꾼을 피해가며 활주하는 게임이다.

- Commando Chicks: Stick-a-Chick Game

- Bloody Burberry:The Fur Fighters

- Lobster Liberation:자동차, 뱀, 오염된 물을 피해 바닷가재를 구하는 게임이다.

- Breasts, Not Animal Tests!:유방암 연구를 위한 동물 실험을 풍자/비판하는 게임이다.

- Dress The Trollsen Twins:동물의 모피로 만든 옷을 입은 올슨 자매를 조롱하는 옷입히기 게임이다. 자매의 모습이 매우 공포스럽게 구현되어 있고 너무 잔인하기도 해서 플래시아크에서는 시작 전 공포 주의 문구가 있다.

## 같이 보기
- 어디서나 직접 행동
- 국제 채식인 연맹
- 공개 구조
- 비거니즘